# Lipkany
Lipkany (rum. Lipcani) – miasto w Mołdawii liczące około 5 tysięcy mieszkańców. Położone w Besarabii, gdzie spotykają się granice Ukrainy, Mołdawii i Rumunii.
Lipkany są położone na brzegu rzeki Prut, która stanowi granicę z Rumunią. Granica z Ukrainą jest również tylko kilka kilometrów na północ. Największe ośrodki miejskie koło Lipkan to Suczawa w Rumunii, Czerniowce na Ukrainie i Bielce w Mołdawii. Lipkany położone są w odległości około 40 kilometrów od Chocimia na Ukrainie.
Znajduje tu się stacja kolejowa Lipkany, położona na linii Czerniowce – Ocnița.